# Antonín Kaliba
Antonín Kaliba (19. září 1898 Praha – 3. října 1936) byl český fotbalista, třetí brankář v historii československé reprezentace.

## Sportovní kariéra
S reprezentačním dresem nastupoval v letech 1922–1923, odchytal šest utkání. Do národního týmu byl povolán jako gólman Unionu Žižkov. Roku 1926 se pražské Spartě zranil její brankář František Hochmann a potřebovala náhradu – vypůjčila si právě Kalibu, který s ní jednak absolvoval slavný zájezd do USA, a také za ni několikrát chytal v lize a získal tak roku 1926 titul mistra Československa. Ze Sparty pak odešel do ČAFC.